# Asambláž

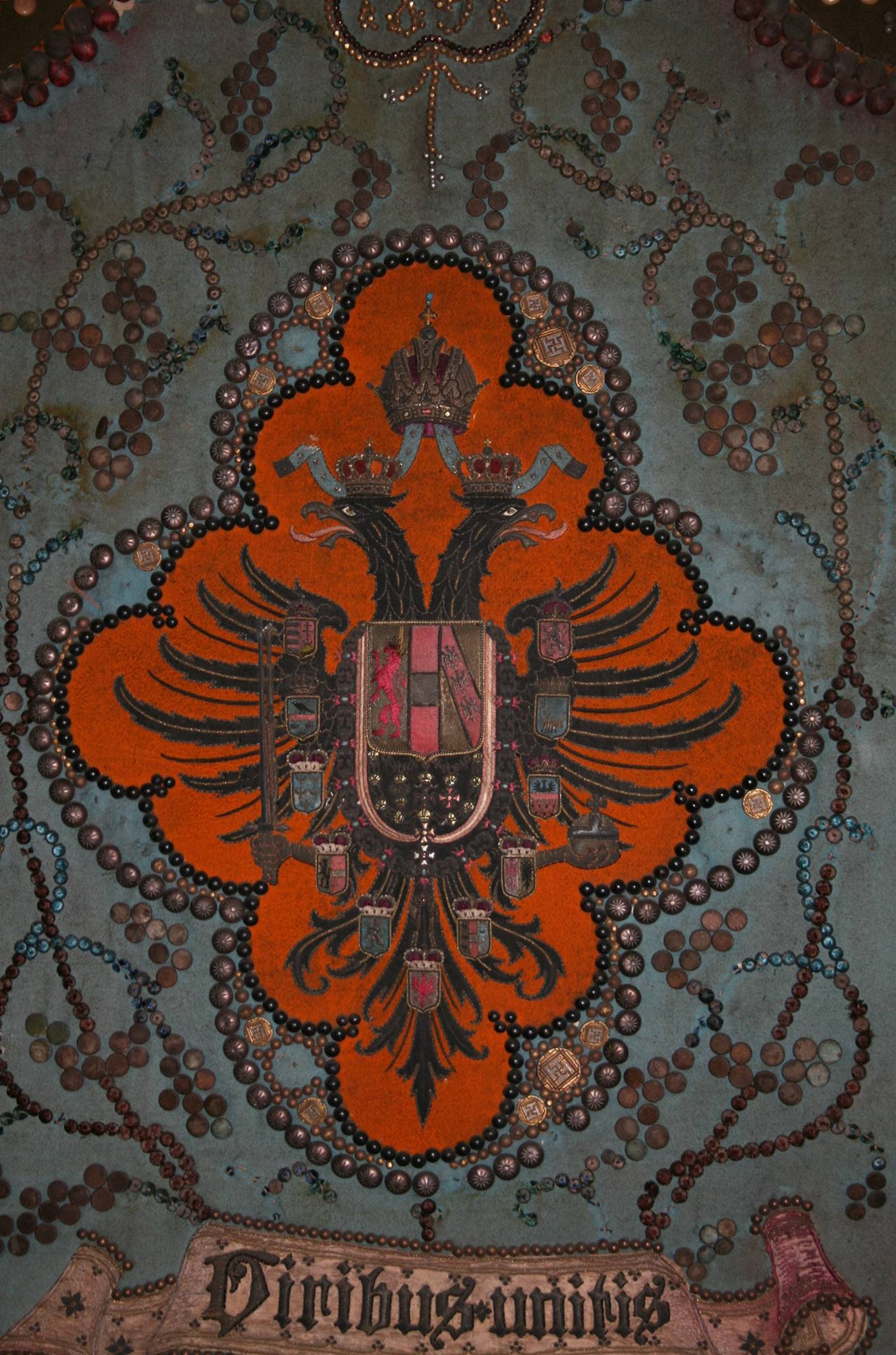
Asambláž znaku Habsburské monarchie na výrobcích z roku 1897.

Asambláž (z francouzského assemblage) je výtvarná technika, která dává dvojrozměrnému obrazu třetí, prostorovou dimenzi. Dalo by se říci, že je třírozměrnou obdobou koláže. Byla vynalezena dadaisty. Používají ji i surrealisté.
Plocha obrazu není pojednána pouze malířsky, ale jsou na ní navíc různými technologickými postupy fixovány další předměty nebo jejich části, např. lisováním, vázáním, svářením, nýtováním. Lze také říci, že asambláž spojuje malířství a sochařství.